# Stara Synagoga w Kleczewie
Stara Synagoga w Kleczewie – zbudowana w 1811 roku, była pierwszą bożnicą w Kleczewie. Na jej fundamentach w 1855 roku wybudowano nową synagogę.